# Харистон (Вирџинија)
Харистон (енгл. Harriston) насељено је место без административног статуса у америчкој савезној држави Вирџинија.

## Демографија
По попису из 2010. године број становника је 909.
| Група             | 2000.    | 2010.       |
| Белци             | 0 (0,0%) | 807 (88,8%) |
| Афроамериканци    | 0 (0,0%) | 32 (3,5%)   |
| Азијати           | 0 (0,0%) | 4 (0,4%)    |
| Хиспаноамериканци | 0 (0,0%) | 42 (4,6%)   |
| Укупно            | 0        | 909         |